# Havlovice
Havlovice (deutsch Haulowitz, früher auch Hawlowitz) ist eine Gemeinde in Tschechien. Sie liegt zwei Kilometer südöstlich von Úpice und gehört zum Okres Trutnov.

## Geographie

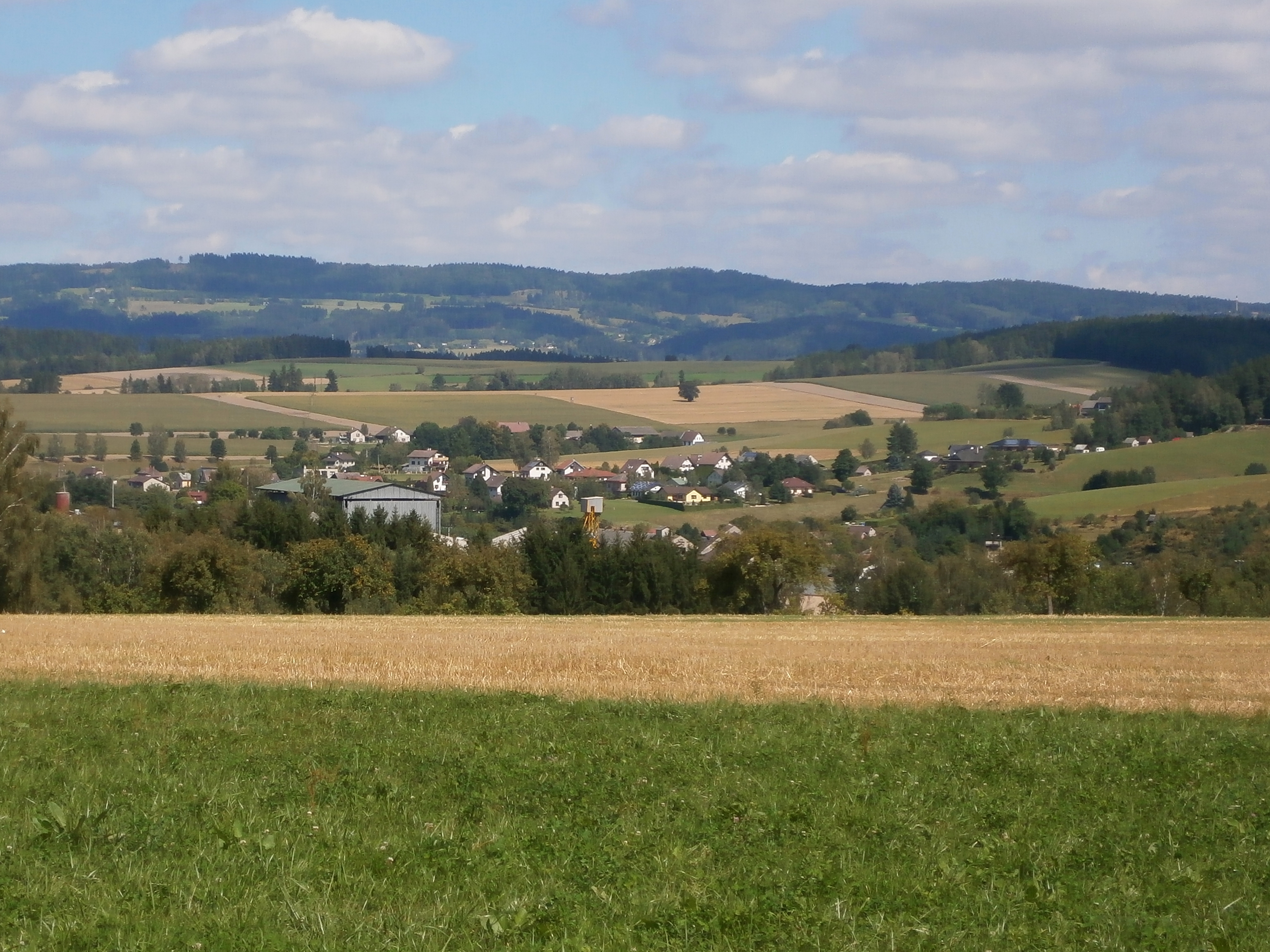
Havlovice

Havlovice liegt am Fluss Aupa und gehört zum Vorland des Riesengebirges. Nachbarorte sind Batňovice im Norden, Rtyně v Podkrkonoší im Nordosten, Červený Kostelec im Osten, Slatina nad Úpou im Süden, Libňatov im Südwesten und Úpice im Nordosten.

## Geschichte
Havlovice gehörte zur Herrschaft Vízmburk und wurde erstmals in den Jahren 1516–1518 erwähnt. Um diese Zeit verkaufte Peter von Dauba auf Adersbach die Herrschaft Vízmburk mit den zugehörigen Dörfern dem Jan Špetle von Janovice auf Nachod. Dieser inkorporierte das erworbene Gebiet seiner Herrschaft Nachod, mit der Havlovice bis zur Aufhebung der Patrimonialherrschaften 1849 verbunden blieb. In diesem Jahr wurde Havlovice der Bezirkshauptmannschaft Nové Město nad Metují zugeschlagen. 1855 bis 1868 gehörte es zum Bezirk Nachod, 1868 bis 1876 zum Bezirk Nové Město nad Metují, 1876 bis 1938 zum Bezirk Trutnov und 1938 bis 1945 wiederum zum Bezirk Nachod. Seit 1945 gehört es zum Okres Trutnov.
Die Kinder von Havlovice wurden ab 1789 in wechselnden Unterkünften unterrichtet. 1797 wurde ein Schulhaus errichtet. Beheizt wurde es im Winter mit Holz, das der Besitzer der Herrschaft Nachod, Peter von Biron, bereitstellte. Schwere Schäden richtete 1897 ein Hochwasser an. 1921 wurde eine Bücherei, 1922 ein Armenhaus eröffnet. 1924 wurde Havlovice elektrifiziert.
Im Jahr 2007 wurde Havlovice als „Dorf des Jahres in der Region Hradec Králové“ sowie als „Dorf des Jahres der Tschechischen Republik“ ausgezeichnet.

## Gemeindegliederung
Für die Gemeinde Havlovice sind keine Ortsteile ausgewiesen.

## Sehenswürdigkeiten
- Holzbrücke über die Úpa
- Statue des hl. Johannes von Nepomuk
- Denkmal für die Opfer der beiden Weltkriege

## Persönlichkeiten
- Josef Regner (1794–1852), Dekan und Pädagoge